# The Barchans
The Barchans (englisch) sind eine Gruppe kleiner, schneebedeckter Inseln vor der Graham-Küste des Grahamlands auf der Antarktischen Halbinsel. Sie markieren das westliche Ende der Gruppe der Argentinischen Inseln im Wilhelm-Archipel.
Kartiert wurden die Inseln bei der British Graham Land Expedition (1934–1937) unter der Leitung des australischen Polarforschers John Rymill. Namensgebend sind Schneewehen auf den Inseln, die an Sicheldünen (auch Barchans genannt) erinnern.